# Proti proudu času
Proti proudu času je název českého vydání povídkové sbírky amerického spisovatele Raye Bradburyho The Toynbee Convector (1988, Toynbeeho konvektor). Sbírka obsahuje dvacet jedna autorových povídek z let 1980 až 1988 a dvě starší z roku 1945 a 1954. Jde o sci-fi, fantasy a hororové příběhy, o povídky plné magického realismu a také o povídky humorné.

## Obsah sbírky
- The Toynbee Convector (1984, Toynbeeho konvektor). Příběh vědce, který v době celkového společenského úpadku sestrojí stroj času, přesune se o sto let do budoucnosti a po návratu všem vylíčí, jaká skvělá budoucnost lidstvo čeká. Cesta však byla vymyšlená, aby lidé byli nadšeni z budoucnosti a rozhodli se ji realizovat vlastními silami, což se skutečně splnilo.
- Trapdoor (1985, Padací dvířka). Právě objevená dvířka na půdu skrývají strašlivé tajemství. Mizí v nich lidé.
- On the Orient, North (1988, Orient Expres, směr sever).[p 1] Jedna ošetřovatelka se při cestě vlakem dovtípí, že vyzáblý pasažér, úplně se ztrácející před jejíma očima, je duch. Během cesty dostane infarkt a stane se také duchem.
- One Night in Your Life (1988, Jedna noc v tvém životě). Musí existovat jedna noc v životě každého člověka, kterou si bude pamatovat navždy.
- West of October (1988, Na západ od Října).[p 2] Mysl čtyř mladých členů rodiny Elliotových je umístěna do hlavy 4000 let starého předka poté, co jsou jejich těla zničena, zatímco jejich mysl se toulala po světě.
- The Last Circus (1980, Poslední cirkus), povídka o posledním cirkusu v dětství.
- The Laurel and Hardy Love Affair (1987, Příběh lásky Laurela a Hardyho), milostný příběh tlustéhio muže a vyzáblé dívky.
- I Suppose You Are Wondering Why We Are Here? (1984, Nejspíš ti nejde do hlavy, proč jsme tady?). Syn objedná v luxusní restauraci večeři pro tři a čeká, až přijdou jeho mrtví rodiče.
- Lafayette, Farewell (1988, Sbohem, Lafayette). Veterán z první světové války se obává duchů lidí, které v ní zabil.
- Banshee (1984, Víla smrti). Víla smrti se ozývá vždy hodinu před tím, než má v okolí někdo zemřít.
- Promises, Promises (1988, Sliby, sliby). Tom má rodinu s dcerou, ale také milenku. Jednou za ní přijde a oznámí jí, že se dnes vidí naposled, protože jeho dcera byla v ohrožení života a on v nemocnici slíbil Bohu, že když ji zachrání, vzdá se on na oplátku toho nejdražšího, co má, tedy své milenky.
- The Love Affair (1982, Příběh lásky), Jde o příběh, který by mohl být vložen kamkoliv doprostřed Marťanské kroniky do doby, kdy původní obyvatelé Marsu téměř vymřeli. Jeden ze zbylých se zamiluje do pozemské ženy.
- One for His Lordship, and One for the Road! [1985, Jednu na jeho lordstvo, a jednu na cestu!). Lord Kilgotten si che vzít sbírku svých vzácných vín sebou do hrobu. Jeho přátelé to nedokáží přenést přes srdce a napadne je spásné řešení: všechno víno vypijí a do hrobu se také dostane, ale v podobě moči.
- At Midnight, in the Month of June (1954, Byl pozdní den léta a půlnoční čas). Povídka se jmenuje podle prvního verše jedné básně Edgara Allana Poea a vyprání o pocitech hromadného vraha žen.
- Bless Me, Father, for I Have Sinned (1984, Požehnejte mi, otče, neboť jsem zhřešil). Příběh, ve kterém kněz slyší zpověď mladší verze sama sebe.
- By the Numbers! (1984, Podle rozkazu!). Bývalý podplukovník a jeho syn obsluhují bazén. Podplukovník svého syna driluje jako vojáka, nechává ho například pochodovat a stát v pozoru hodiny na slunci. Podplukovník neumí plavat a když synovi jednou poručí Přímo hleď! a pak spadne do bazénu, syn neobdrží rozkaz, aby jej zachránil a nechá jej utopit.
- A Touch of Petulance (1980, Náznak nedůtklivosti). Novomanžel potká na cestě domů starší verzi sebe sama. Muž z budoucunosti se snaží zabránit tomu, aby jeho mladší verze zavraždila svou ženu.
- Long Division (1988, Dlouhé dělení). Povídka o rozvedených manželech, kteří si dělí sbírku knih. Jde o záminku, jak oddálit skutečný problém, kdo dostane děti.
- Come, and Bring Constance (1988, Přijďte, a vezměte s sebou Constance!), humorný příběh o tom, jak špatně vyložený obsah dopisu téměř zničí jedno manželství.
- Junior (1988), příběh mladého chlapce, který je navštíven duchy otcových bývalých přítelkyň.
- The Tombstone (1945, Náhrobní kámen).[p 3] Příběh o tom, jak se manželé přestěhují do Los Angeles a manželka je vystrašena náhrobním kamenem, který v jejich novém bytě zapomněli minulí nájemníci.
- The Thing at the Top of the Stairs (1988, Ta Věc nahoře na schodech). Muž navštíví opuštěný dům, kde strávil dětství a kde strašlivě obával té věci nahoře na schodech. Ukáže se, že ta věc byla skutečná a konečně jej dostala.
- Colonel Stonesteel's Genuine Home-Made Truly Egyptian Mummy (1981, Nefalšovaná, podomácku vyrobená opravdová egyptská mumie plukovníka Stonesteela). Chlapec a postarší plukovník Stonesteel mystifikují lidí ve svém okolí, aby dali jejich životům nový rozměr.

## Česká vydání
- Proti proudu času, Baronet, Praha 2000, přeložila Jana Pavlíková.